# Lustgården (fastighetsbolag)
Lustgården Fastighets AB är ett svenskt familjeägt fastighetsföretag med säte i Jönköping. Företaget grundades 1984 av Gunnar Järvhammar.
Lustgården har genom koncernbolag byggt och äger fastigheter framför allt i Jönköping. År 2016 köpte företaget Grand Hotel Saltsjöbaden i Saltsjöbaden.
Lustgården samäger också med Tosito AB företaget Tolust Holding Ett AB (556718-4840), som står bakom uppbyggnaden av kontorshus- och bostadshusområdet Munksjöstaden i Jönköping på pappers- och massaföretaget Munksjö AB:s tidigare fabrikområde, bland annat kontorshuset Munksjötornet.